# Camillo Golgi
Camillo Golgi, född 7 juli 1843 i Corteno, Brescia, Lombardiet i dåvarande Kejsardömet Österrike, död 21 januari 1926 i Pavia, Lombardiet, var en italiensk läkare och cytolog. 
Han upptäckte den organell som idag efter honom kallas Golgiapparaten, vilken hanterar ämnen som skall skickas ut ur cellen. År 1906 erhöll han tillsammans med Santiago Ramón y Cajal Nobelpriset i fysiologi eller medicin för sina studier av nervsystemets mikroskopiska struktur. Golgi invaldes som ledamot av Kungliga Vetenskapsakademien 1910 och av Kungliga Vetenskaps-Societeten i Uppsala 1922.

## Nervsystemets Golgiceller
Golgi verkade som läkare vid ett sjukhus för obotligt sjuka. Med mycket bristfällig utrustning till sitt förfogande upptäckte han år 1873 tekniken att med silvernitrat färga nervvävnad, en ovärderlig metod i den fortsatta utforskningen av nervsystemet.
Denna färgning gjorde det möjligt för honom att i hjärnan påvisa en speciell typ av nervcell ("Golgicell"), med talrika korta utskott (så kallade dendriter) som gör att den kan sammanbinda många andra nervceller.
Upptäckten av Golgicellerna fick den tyske anatomen Wilhelm von Waldeyer att uppställa teorin att nervcellen (neuronet) är nervsystemets grundläggande enhet, något som senare slogs fast av spanjoren Santiago Ramón y Cajal och som innebar ett viktigt kliv i utvecklingen av den moderna neurologin. Ramón y Cajal och Golgi fick 1906 Nobelpriset tillsammans.

## Golgis senorgan
Sedan Golgi 1876 hade tillträtt som professor i histologi (vävnadslära) och patologi i Pavia, upptäckte han den punkt där vissa känselnerver slutar i rika förgreningar, omgivna av en sena. Denna så kallade Golgis senorgan talar om för hjärnan hur sträckt en viss sena är och hjälper därmed till att finkontrollera kroppens rörelser.

## Golgiapparaten för proteinexport
Det var också i nervceller han påträffade det system av tillplattade membransäckar som benämns Golgikomplexet eller Golgiapparaten. Det har visat sig finnas i så gott som alla högre celler och spelar en viktig roll för att lagra och "paketera" ämnen som cellen skall "exportera". Det kan gälla matsmältningsenzymer som skall släppas ut i tarmen, bindvävsproteiner som bildar en massa mellan cellerna eller hormoner som skall släppas ut i blodet för att reglera kroppens funktioner.

## Malariarön
Sedan Golgi i slutet av 1880-talet börjat intressera sig för malaria, fann han att de båda typerna av sjukdomen (tredjedagsfeber och fjärdedagsfeber) orsakas av två olika arter av malariaparasiten Plasmodium och att feberkriserna inträffar när parasitsporerna släpps ut från värdens röda blodkroppar.

## Eftermäle
Asteroiden 6875 Golgi är uppkallad efter Camillo Golgi.